# Portulaca grandiflora
Espèce
Classification APG III (2009)
Le chevalier-d'onze-heures ou pourpier à grandes fleurs (Portulaca grandiflora) est une plante herbacée de la famille des portulacacées. Elle est indigène en Argentine, au Brésil du sud et en Uruguay. Elle est utilisée comme plante ornementale.

## Description
Le pourpier à grandes fleurs est une plante annuelle, petite mais à croissance rapide, faisant jusqu'à 30 centimètres de haut, mais généralement moins. Les feuilles, épaisses et charnues, presque cylindriques, font jusqu'à 2,5 centimètres de long et sont disposées alternativement ou en petits groupes. Les fleurs ont un diamètre de 2,5 à 3 centimètres et portent cinq pétales de variante rouge, orangée, rose, blanche ou jaune.

## Culture et utilisation
Elle pousse facilement sous les climats tempérés comme plante ornementale annuelle pour les plates-bandes ou comme plante en pot. Elle exige beaucoup de lumière et un sol bien drainé.
De nombreux cultivars ont été sélectionnés pour obtenir des fleurs doubles et pour des variations dans la couleur des fleurs, unies ou panachées. Il existe aussi des hybrides de P. grandiflora avec P. oleracea, umbraticola, villosa. Selon le langage des fleurs, offrir cette fleur à quelqu'un est une déclaration d'amour[réf. souhaitée]. Contrairement à P. oleracea et P. umbraticola, il n'est pas comestible à cause de son gout amer.
Il a été utilisé par les biologistes pour déchiffrer la voie de biosynthèse des pigments de type bétalaïne
.

## Galerie

Portulaca grandiflora
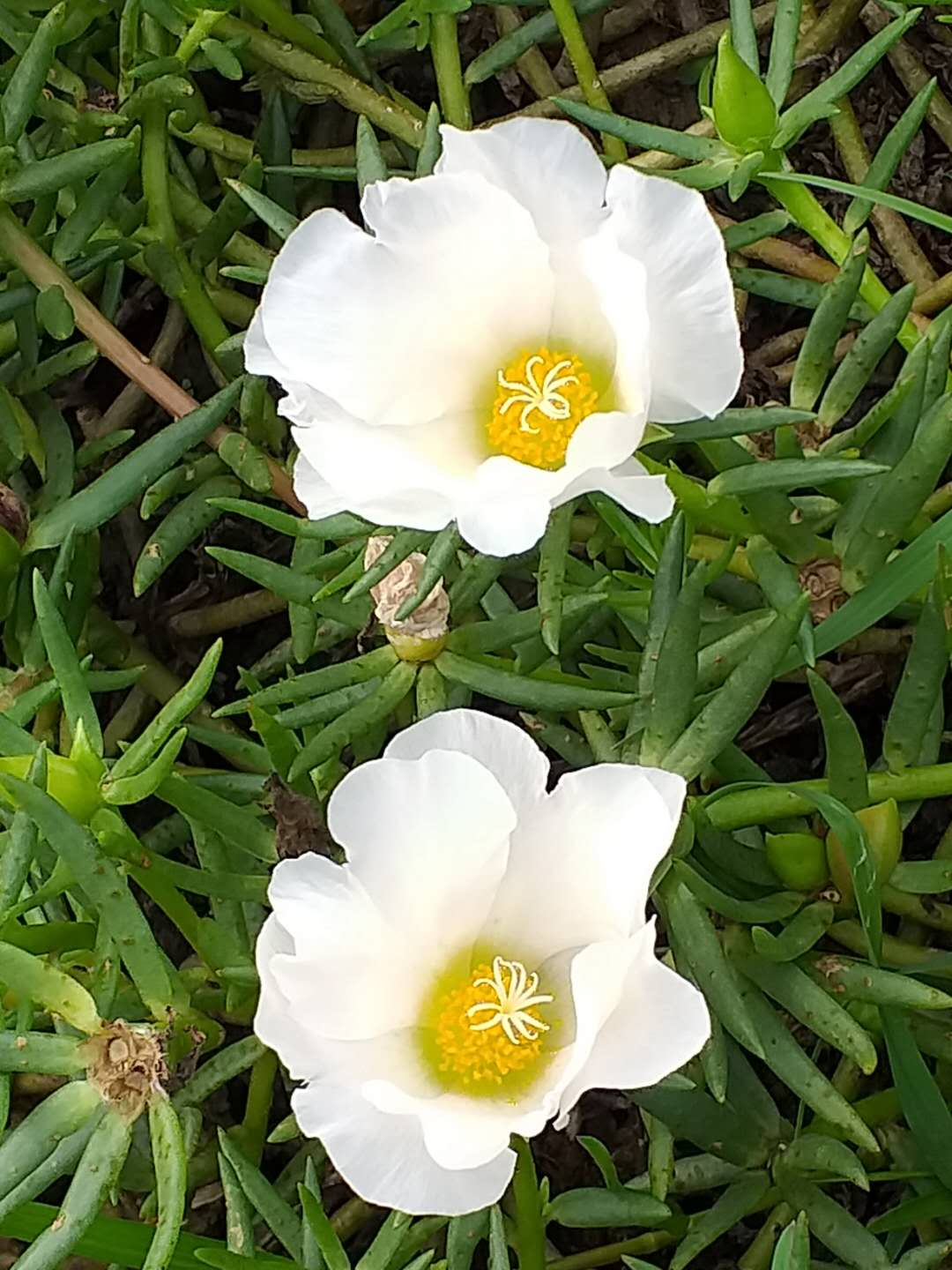
Portulaca grandiflora
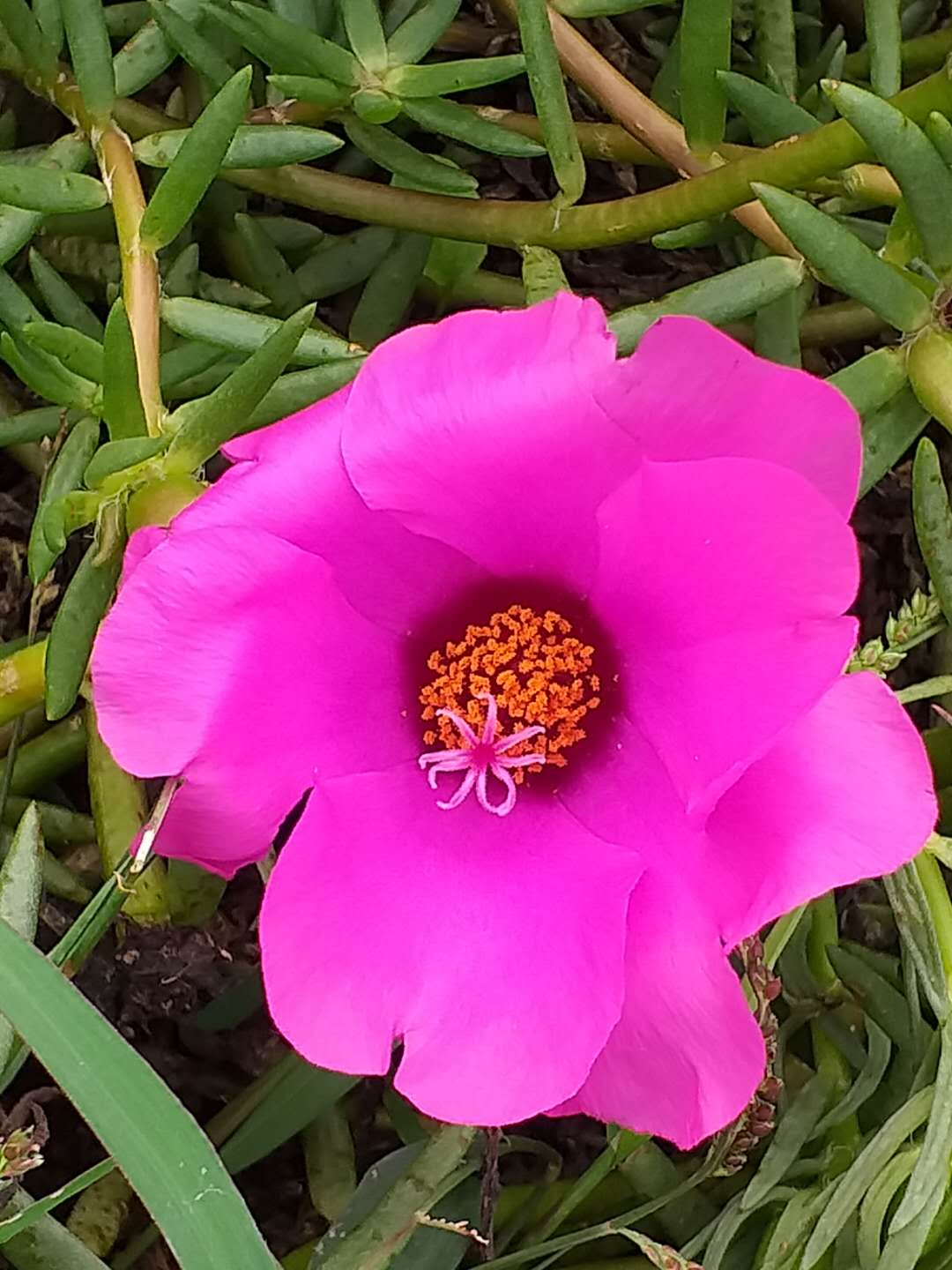
Portulaca grandiflora
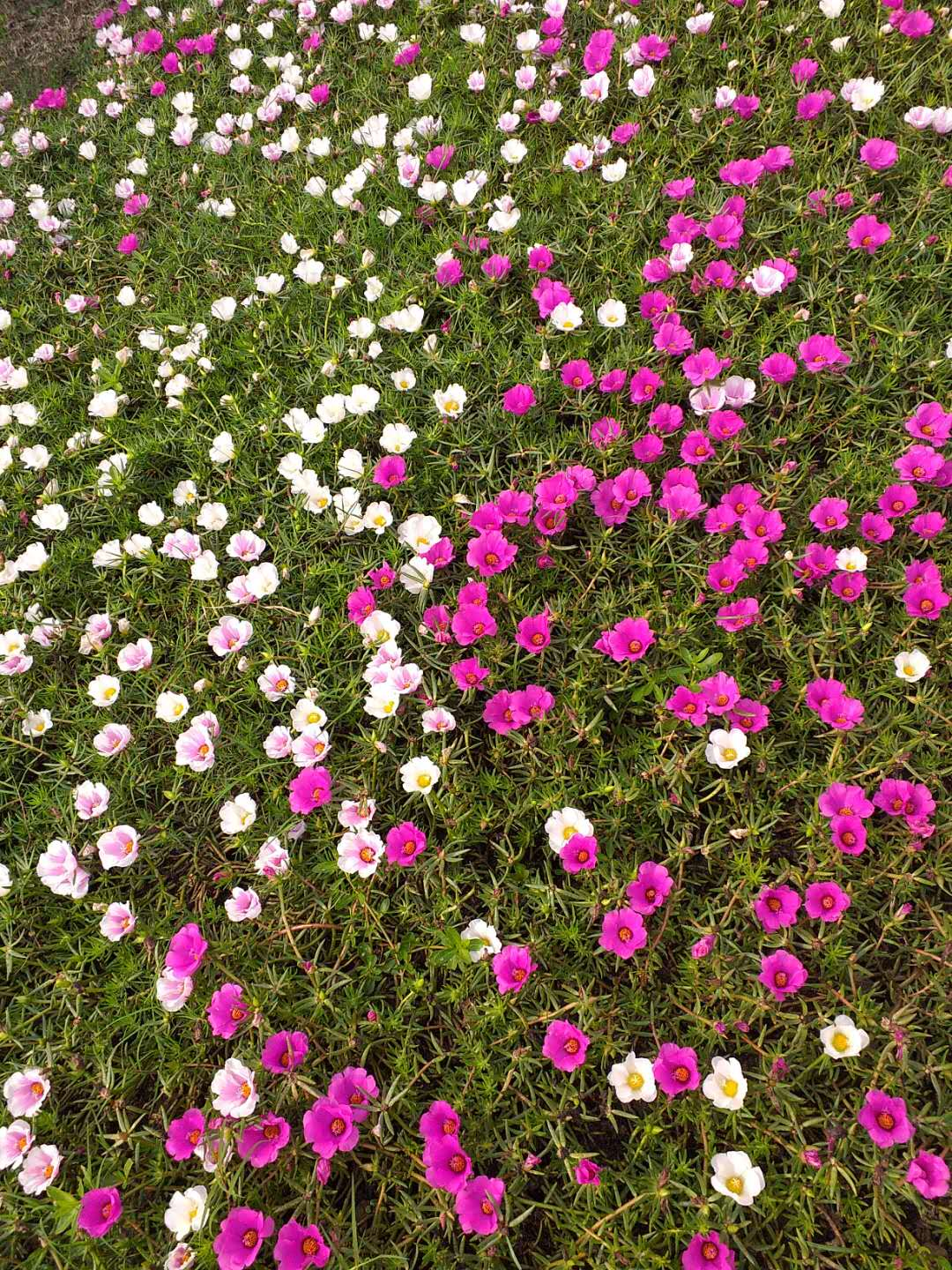
Portulaca grandiflora
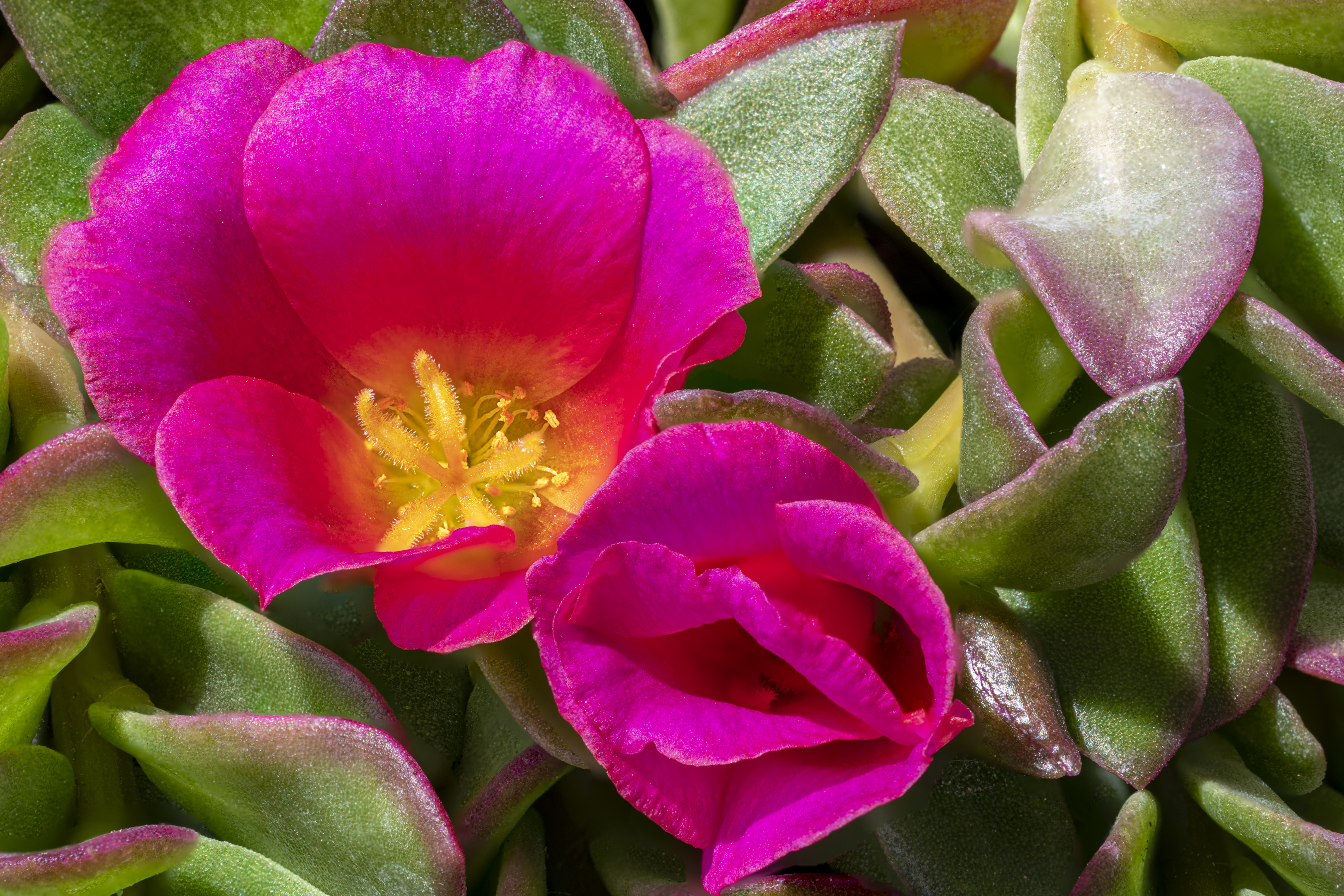
Portulaca grandiflora, aussi appelée Chevalier-d'Onze-heures

## Source
- (en) Cet article est partiellement ou en totalité issu de l’article de Wikipédia en anglais intitulé « Portulaca grandiflora » (voir la liste des auteurs).